# Albert Goldstein
Albert Goldstein (Zagreb, 31. siječnja 1943. – Zagreb, 18. svibnja 2007.) hrvatski urednik, nakladnik, pjesnik, pripovjedač i prevoditelj židovskog podrijetla.
Osnovnu školu počeo je polaziti u Splitu, a završio je u Beogradu. Maturirao je na Klasičnoj gimnaziji u Zagrebu, i diplomirao povijest umjetnosti i komparativnu književnost na Filozofskom fakultetu Sveučilišta u Zagrebu. Literatura ga je rano privukla: pjesme je počeo pisati u gimnazijskoj literarnoj sekciji. Pripovijetke je počeo objavljivati u Studentskom listu i Poletu, a nastavio u Razlogu i u Forumu. Prvu knjigu Pamfilos ili pripovijetke dokonjaka objavio je 1970, a pjesme Usmjereni odgoj Anne Boleyn 1982. u biblioteci Znaci CKD-a i Orfejev posao 1992. u Naprijedu. 
Tijekom četrdesetak godina profesionalnog djelovanja objavljivao je knjige od posebnog kulturnog i civilizacijskog značaja čime je zadužio hrvatsku kulturu. Na početku karijere u kulturi radio je voditelj marketinga u Dramskome kazalištu Gavelli, a potom u časopisima Teka i Biblioteka u Studentskom centru Sveučilišta u Zagrebu, gdje je ostao do 1979, kad je Biblioteka prešla u Grafički zavod Hrvatske. Uređivao je niz biblioteka u Grafičkom zavodu Hrvatske, bio je direktor i glavni urednik izdavača August Cesarec, a od 1993. direktor i urednik u svojoj izdavačkoj kući Antibarbarus, koju je osnovao zajedno s Vjeranom Zuppom i Nikšom Župom.
Od 1969. bio je član Društva hrvatskih književnika, bio je i jedan od osnivača Hrvatskog društva pisaca te član hrvatskog P.E.N.-a,  član Kulturnog društva Miroslav Šalom Freiberger, a i obnašao je i dužnost predsjednika Zajednice nakladnika i knjižara pri Hrvatskoj gospodarskoj komori,  1999-2001.

## Nagrade
Dobitnik je nagrade za poeziju Antun Branko Šimić (1970.)[Radi li se o dvjema nagradama?] te Sedam sekretara SKOJ-a (1971).

## Djela
- Pamfilos ili pripovijetke dokonjaka, 1970.
- Usmjereni odgoj Anne Boleyn, 1982.
- Orfejev posao, 1992.